# Bugatti Tipo 29 e Tipo 30
La Tipo 29 fu un'automobile da competizione realizzata dalla casa automobilistica francese Bugatti nel 1922 in soli 7 esemplari; da essa derivò il modello stradale Tipo 30, lanciato nello stesso anno e prodotto fino al 1926.

## Profilo e storia

### LaTipo 29
La presentazione, avvenuta nel 1921, della Tipo 28 preparò la casa di Molsheim e anche il pubblico al debutto della prima Bugatti di serie con motore ad 8 cilindri. Prima, però, venne realizzato un piccolissimo lotto (solo sette esemplari) di una vettura da competizione denominata Tipo 29 per saggiare le doti di affidabilità e prestazioni di quel motore e della vettura stessa in ambito agonistico. La Tipo 29 nasceva sul telaio da 2,55 metri di passo della Tipo 23, ma con un motore ad 8 cilindri in linea derivato da quello della Tipo 28, un prototipo equipaggiato appunto con un motore ad 8 cilindri della cilindrata di 2991 cm3. Nel caso della Tipo 29, però, la cilindrata dovette essere ridotta a 1991 cm3 per soddisfare i regolamenti relativi alle vetture da Gran Premio, che prevedeva appunto motori fino a 2 litri. Tale motore era dotato di distribuzione ad un asse a camme in testa e a tre valvole per cilindro. La sua potenza massima era di 90 CV, più che sufficienti per spingere la vettura ad una velocità massima di 140 km/h. La meccanica telaistica era anch'essa di derivazione Tipo 23, dalle sospensioni ad assale rigido su entrambi gli assi (con balestre semiellittiche all'avantreno e quarti di balestra al retrotreno) ai freni a tamburo sulle quattro ruote con comando a cavo.
Notevole fu il lavoro svolto per ottimizzare l'aerodinamica in un periodo in cui lo studio di tale disciplina si trovava ancora allo stadio embrionale. Ciononostante, il risultato ottenuto fu veramente notevole per l'epoca: la Tipo 29 venne dotata di una carrozzeria "sport" dal profilo a sigaro, con una parte anteriore assai affusolata e dotata di una grossa apertura circolare per il raffreddamento del motore, e con una coda rastremata per favorire lo scarico dei flussi aerodinamici.
Quattro di questi sette esemplari prodotti vennero schierati alla partenza del Gran Premio di Francia del luglio 1922, che quell'anno si corse a Strasburgo, non lontano da Molsheim. I piloti erano: Pietro Marco, Jacques Mones-Maury, Pierre de Vizcaya ed Ernest Friderich. Almeno due di questi erano nomi illustri nella storia della Casa di Molsheim: Ernest Friderich era il progettista, pilota e collaudatore della Bugatti, mentre Pierre de Vizcaya fu il figlio di Augustin de Vizcaya, uno dei finanziatori di Ettore Bugatti quando quest'ultimo decise di aprire l'azienda che avrebbe portato il suo nome. Il miglior risultato fu quello ottenuto proprio da de Vizcaya che giunse secondo alle spalle della Fiat di Felice Nazzaro. Al terzo posto giunse un'altra Tipo 29, quella di Pietro Marco. Non male per una vettura esordiente.. Al successivo Gran Premio d'Italia, sul circuito di Monza, la Tipo 29 pilotata da De Vizcaya si classificò al terzo posto. Meno fortunata alla 500 miglia di Indianapolis del 1923, dove il miglior risultato fu un nono posto raggiunto da De Cystria.

### LaTipo 30

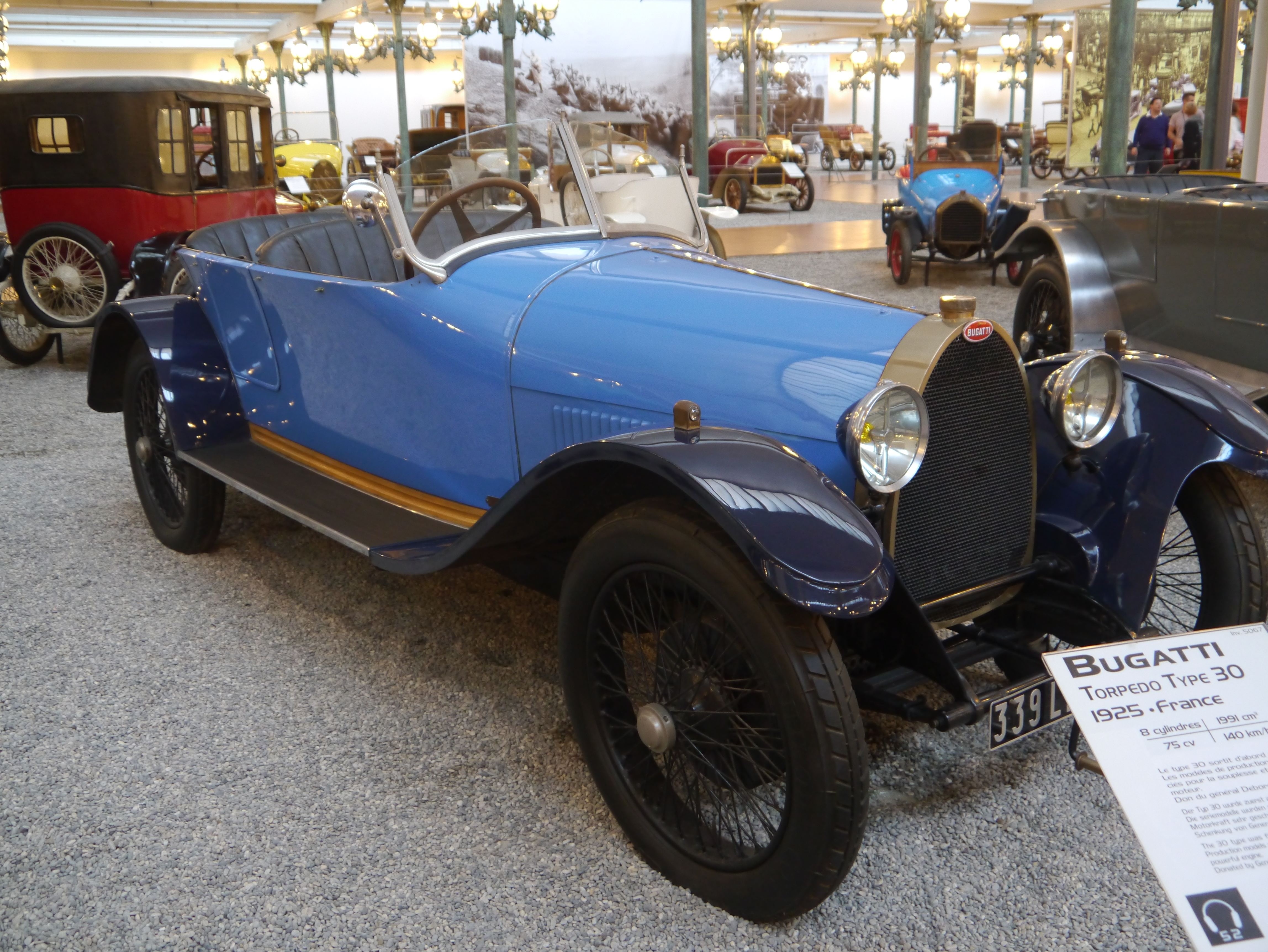
Una Tipo 30 torpedo a due posti

Dalla Tipo 29 derivò nel giro di pochi mesi la Tipo 30, presentata al pubblico nel tardo autunno del 1922, prima Bugatti prodotta in serie a montare un motore ad 8 cilindri. 

#### Caratteristiche tecniche
La Tipo 30 nasceva su di un telaio a longheroni e traverse in acciaio da 2,85 metri di interasse nel quale vennero montate le sospensioni delle Tipo 29, mentre l'impianto frenante propose due interessanti novità: prima di tutto, per la prima volta in una Bugatti, vennero montati freni a tamburo sulle quattro ruote, quindi anche all'avantreno; come secondo aspetto, i freni anteriori erano a comando idraulico, mentre quelli posteriori continuarono ad essere azionati mediante il tradizionale sistema a cavo. La soluzione relativa ai freni idraulici si rivelò però ben presto ancora poco affidabile, pertanto nel 1924 fu abbandonata a favore di una soluzione più convenzionale. Il motore utilizzato per la Tipo 30 derivava anch'esso direttamente da quello della Tipo 29, del quale conservò l'architettura generale biblocco ad 8 cilindri in linea con testate fisse, i tre supporti di banco, le misure di alesaggio e corsa (60 x 88 mm), e quindi anche la cilindrata di 1991 cm3, nonché la distribuzione ad un asse a camme in testa e a tre valvole per cilindro. L'alimentazione era affidata a carburatori Solex o Zenith, mentre l'accensione era del tipo a magnete. In questa versione stradale, la potenza venne ridimensionata per rendere la vettura più fruibile nell'uso quotidiano, si potevano quindi raggiungere 75 CV di potenza massima a 4000 giri/min, comunque un ottimo risultato per una vettura di quel periodo e per la cilindrata del suo propulsore. Il neo principale di questa vettura fu il fatto che le prestazioni velocistiche di punta non si discostavano molto da quelle della Tipo 13 e dei suoi modelli derivati. In compenso ne guadagnò molto la fluidità di marcia, grazie ad un sensibile apporto di coppia motrice, trasferita alle ruote posteriori mediante un cambio a 4 marce con frizione multidisco in umido.

#### Per uso stradale e sportivo
La Tipo 30 fu concepita essenzialmente per un utilizzo stradale, per cui anche la gamma d carrozzerie disponibili, o anche quelle proposte da carrozzieri esterni, erano tipiche di una tranquilla vettura stradale. Fra queste carrozzerie, le più richieste furono la torpedo a quattro posti e la cabriolet. Ma la Tipo 30 venne anche prevista dalla casa per un eventuale utilizzo sportivo. Va detto innanzitutto che le Tipo 30 destinate alle competizioni erano previste dalla casa francese in abbinamento ad un telaio con passo accorciato a 2,52 metri. Il suo motore, inoltre veniva elaborato raggiungendo potenze comprese fra i 90 e i 100 CV. Così equipaggiate, le Tipo 30 da competizione si misero in luce in alcune gare, come ad esempio il Gran Premio di Francia del 1922, tenutosi a Strasburgo, pur senza ottenere risultati eclatanti. 
La Tipo 30 fu prodotta fino al 1926 in circa 600 esemplari e venne sostituita dalla Tipo 38.

### Galleria fotografica
| Tipo 29 (Pierre de Vizcaya) | Tipo 29 (Pierre Marco) | Tipo 29 (Jacques Mones-Maury) | Tipo 30 Torpedo due posti Boat-tail | Tipo 30 Torpedo due posti |
| --------------------------- | ---------------------- | ----------------------------- | ----------------------------------- | ------------------------- |
|                             |                        |                               |                                     |                           |
|                             |                        |                               |                                     |                           |